# يوسف نداي
يوسف نداي (بالفرنسية: Youssouf Ndiaye)‏ (19 أكتوبر 1995 - ) هو لاعب كرة قدم فرنسي في مركز الوسط.

## وصلات خارجية
- يوسف نداي على موقع قاعدة بيانات كرة القدم.إي يو (الإنجليزية)
- يوسف نداي على موقع Soccerway.com (الإنجليزية)
- يوسف نداي على موقع عالم كرة القدم.نت (الإنجليزية)
- يوسف نداي على موقع GSA (الإنجليزية)